# Procolpochelys
Procolpochelys — вимерлий рід морських черепах, що існував з олігоцену по пліоцен. Скам'янілі рештки знайдені у формуванні Клаверт у східних штатах США (Меріленд, Вірджинія, Нью-Джерсі та Південна Кароліна).

## Види
У роді описано два види:
- Procolpochelys charlestonensis, Weems and Sanders 2014
- Procolpochelys grandaeva, Leidy 1851